# Leucophyllum pringlei
Leucophyllum pringlei là một loài thực vật có hoa trong họ Huyền sâm. Loài này được (Greenm.) Standl. mô tả khoa học đầu tiên năm 1924.